# 博克岩
博克岩（英語：Boker Rocks），是南極洲的岩石，位於埃爾斯沃思地的瑟斯頓島南岸，處於馮德沃爾角東北面9公里，美國地質調查局根據測量和該國海軍的空中照片繪入地圖，現時由南極條約體系管理。